# Emancipation
Emancipation är frigörelse från ett tillstånd av omyndighet, underordnande eller rättslöshet och erhållande av fri självbestämningsrätt och jämlikhet med andra. Den filosofiska grunden för detta ideal formulerades ursprungligen av Immanuel Kant: ”Upplysning är människans utträde ur hennes självförvållade omyndighet. Omyndighet är oförmågan att göra bruk av sitt förstånd utan någon annans ledning. Självförvållad är denna omyndighet om orsaken till densamma inte ligger i brist på förstånd, utan i brist på beslutsamhet och mod att göra bruk av det utan någon annans ledning. Sapere aude! Hav mod att göra bruk av ditt eget förstånd! lyder alltså upplysningens valspråk.” Ordet emancipation brukas i åtskilliga förbindelser. Karl Marx talar till exempel om judeemancipationen, judarnas befrielse från mer eller mindre fullständig rättslöshet under äldre tider; kvinnoemancipationen, kvinnans höjande till rättslig och social likställighet med mannen; katolikernas emancipation i England; de livegnas emancipation och slavemancipationen.
Enligt Marx kunde verklig mänsklig frigörelse inte åstadkommas inom ramen för den rådande samhällsordningen. Upplysningens idéer kunde med andra ord förverkligas först med en förändring av människans materiella livsvillkor. En meningsfull idé om ett samhälle fritt från förtryck var därmed nödvändigtvis kopplad till den praktik i form av politisk kamp etc. som krävdes för att sätta den i verket: ”Filosoferna har endast på olika sätt förklarat världen, men vad det gäller är att förändra den. […] Människan måste i praktiken bevisa sitt tänkandes sanning, d.v.s. verklighet och makt, dess egenskap av något som tillhör jordelivet.”